# Macromitrium pseudofimbriatum
Macromitrium pseudofimbriatum là một loài rêu trong họ Orthotrichaceae. Loài này được Hampe mô tả khoa học đầu tiên năm 1875.